# San José del Progreso
San José del Progreso è un comune del Messico, situato nello stato di Oaxaca.